# Helmut Wessel-Therhorn
Helmut Wessel-Therhorn (* 3. Mai 1927 in Münster; † 3. September 2012 ebenda) war ein deutscher Dirigent.

## Werdegang
Wessel-Therhorn studierte von 1952 bis 1961 an der Musikakademie Detmold. Ab 1961 wirkte er als Kapellmeister an den Städtischen Bühnen Münster und von 1961 bis 1964 in gleicher Funktion am Hessischen Staatstheater Wiesbaden.
Weitere Stationen waren 1964 bis 1967 das Landestheater Coburg, 1967 bis 1973 das Stadttheater Mainz (erstmals war Wessel-Therhorn hier Generalmusikdirektor), 1973 bis 1981 die Deutsche Oper am Rhein in Düsseldorf und dann die Essener Oper im Grillo-Theater.

## Aufnahmen
- Branka Musulin spielt Klavierkonzerte, mit Branka Musulin, RSO Stuttgart, Hans Müller-Kray, Helmut Wessel-Therhorn, Label: Hastedt, ADD